# Монтиньи-ан-Гоэль
Монтиньи-ан-Гоэль (фр. Montigny-en-Gohelle) — коммуна во Франции, регион О-де-Франс, департамент Па-де-Кале, округ Ланс, кантон Энен-Бомон-1. Расположена в 8 км к востоку от Ланса и в 3 км от места пересечения автомагистралей А1 "Нор" и А21 "Рокад Миньер".
Население (2018) — 10 315 человек.

## Достопримечательности
- Церковь Святой Марии Магдалины, восстановленная после Первой мировой войны

## Экономика
Бывший центр добычи угля, в настоящее время в основном "спальный город".
Структура занятости населения:
- сельское хозяйство — 0,0 %
- промышленность — 2,6 %
- строительство — 6,6 %
- торговля, транспорт и сфера услуг — 34,2 %
- государственные и муниципальные службы — 56,6 %

Уровень безработицы (2017) — 25,8 % (Франция в целом — 13,4 %, департамент Па-де-Кале — 17,2 %). 

Среднегодовой доход на 1 человека, евро (2018) — 17 220 (Франция в целом — 21 730, департамент Па-де-Кале — 19 200).

## Демография
Динамика численности населения, чел.

## Администрация
Пост мэра Монтиньи-ан-Гоэль с 2019 года занимает социалист Марчелло Делла Франка (Marcello Della Franca). На муниципальных выборах 2020 года возглавляемый им левый список победил в 1-м туре, получив 53,45 % голосов.
| Период | Период | Фамилия               | Партия                  | Примечания                            |
| ------ | ------ | --------------------- | ----------------------- | ------------------------------------- |
| 1962   | 1989   | Поль Дутрео           | Коммунистическая партия |                                       |
| 1989   | 2006   | Жан-Мари Пик          | Социалистическая партия | член Генерального совета департамента |
| 2006   | 2010   | Жан-Клод Декамю       | Социалистическая партия |                                       |
| 2010   | 2019   | Брюно Яр              | Социалистическая партия |                                       |
| 2019   |        | Марчелло Делла Франка | Социалистическая партия | территориальный агент                 |

## Города-побратимы
- Штольберг